# إنكا
الإنكا (بالإنجليزية: Inca,Inka)‏ إمبراطورية قديمة بنتها شعوب من الهنود الحمر في منطقة أمريكا الجنوبية، كانت أكبر الإمبراطوريات في أمريكا الجنوبية في العصر قبل الكولومبي، وهي ذات حضارة ضاربة في القدم وتشمل أرض الأنكا بوليفيا والبيرو والإكوادور وجزءاً من تشيلي والأرجنتين قاموا ببناء عاصمتهم كسكو وهي مدينة مترفة ومليئة بالمعابد والقصور تقع على ارتفاع 11000 قدم فوق مستوى سطح البحر في جبال الأنديز وقد أطلق عليها اسم مدينة الشمس المقدسة، تبلغ مساحتها 990000 كيلومتر مربع.

## أصل كلمة إنكا
كلمة «إنكا» تعني: الملك أو الابن الأوحد للشمس، ومن المظاهر الغريبة أنه يتزوج بأخته الشقيقة للمحافظة على الدم الملكي، وتسمى الملكة «كويا»، ويعتبر الاثنان منحدرين من إله الشمس وفق عبادتهم، ويقال أن نسل الامبراطورية كان به أربعمائة طفل من هذا الهجين، كما أن للملك وحده حق منح زوجة إضافية للنبلاء من علية القوم، وما زالت هذه العادة تجري إلى الآن بين الأغنياء الإقطاعيين في مجاهل غابات بيرو، والإكوادور، وبوليفيا وبعض دول أمريكا اللاتينية.

## تاريخ شعب الإنكا
بدايتها كانت على جبال الأنديز في حوالي سنة 1100م، واستمرت حتى الغزو الأسباني عام 1532م. بدت حضارة شعوب الإنكا للناظرين متخلفة في شكلها وطريقة معيشتها ولكنها تركت بصمة عجيبة ومحيرة تلفها الأساطير التي تقول أنهم أتوا من الفضاء الخارجي لروعة الإرث الذي تركوه.
توصل شعب الإنكا إلى بناء دولة العدالة الاجتماعية فقد وضعت الحكومة يدها على الأرض لضمان قوت الشعب، والذهب والفضة ومعادن أخرى وقطعان الماشية وبخاصة حيوان اللاما الذي يقوم بدور المواصلات. وكانت العائلة المقياس الرئيسي في التقسيمات الحكومية، فلكل مجموعة من عشرة عائلات قائد مسؤول أمام الكابتن الذي يشرف على خمسين عائلة والذي يشارك في الحكم، ولكل عائلة مقدار معين من محصول الأرض، كما كانوا يحيكون ملابسهم ويصنعون أحذيتهم ويسبكون الذهب والفضة بأنفسهم، وكان العجزة والمرضى والفقراء يلقون رعاية كافية من المجتمع.
كان لشعب الإنكا خبرة في الزراعة حيث كانوا ينتجون محاصيل ممتازة ويشقون السواقي ليجلبوا الماء من المناطق الجبلية لسقاية حقولهم وقد بنوا جسورا مصنوعة من أغصان الكرمة والصفصاف مجدولة بالحبال.
أتقن الإنكيون نسج القطن الناعم بمهارة حتى أن الأسبان عندما غزوهم اعتقدوا بأن نسيجهم مصنوع من الحرير.
بعد قرون من الرخاء انقسمت إمبراطوريتهم إلى قسمين فقام الأسبان بغزوهم ودمروا الإمبراطورية.
تم الكشف عن بقايا إحدى مقابر الإنكا حيث عثر على حوالي 1200 رزمة في أحد الأماكن على مساحة 5 هكتارات تحتوي كل منها على جثة واحدة على الأقل، ويصل عدد الجثث الموجود في إحدى الرزم على سبع جثث ولا تزال الألوف منها مدفونة أسفل البلدة.
حتى الآن تم الكشف عن 2200 رجل وامرأة وطفل من الأغنياء والفقراء إلى جانبهم بعض الطعام والملابس وأدوات منزلية ليستخدموها في حياة الآخرة.
أمريكا الجنوبية تعد رابع قارات العالم من حيث المساحة. تنحدر أصول سكانها من قارة أفريقيا. وتعرف بأراضيها المتدرجة من قمم سلسلة جبال الأنديز البركانية على طول الساحل الغربي إلى السهول الخصبة في الوسط والشرق والتي تقطع مراعيها الخضراء أنهار عديدة تصب معظمها في المحيط الأطلنطي على الساحل الشرقي. تتميز أراضيها بخصوبتها ناثرة الخير في معظم أرجاء القارة. جاء إليها البرتغال وتبعهم الإسبان في منتصف القرن السادس عشر إبان أوج مجد الامبراطوريات الأوروبية وسباقها المحموم نحو اكتشاف العالم الجديد كما أطلقوا عليه. بهر من تناودا بالحضارة الأوروبية وسيادتها بوجود حضارة ضاربة في القدم امتدت من شمال الإكوادور وحتى دولة تشيلي، بنتها شعوب هندية بدت للناظرين متخلفة في شكلها وطريقة معيشتها ولكنها تركت بصمة محيرة وأساطير تقول إنها أتت من الفضاء الخارجي لروعة الإرث المعروف بحضارة «شعوب الأنكا».
تحيط بكوسكو العاصمة أربع مدن رئيسية بطرق غاية في دقة الأناقة والتعبيد قدرت أطوالها ما بين عشرة إلى خمسة وعشرين ألف كيلومتر تعد من عجائب شق الجبال في تلك الحقبة التاريخية ومنها ما هو خاص فقط بالملك وأسرته ومنها ما هو للخدم، تتجه لأربع ولايات رئيسية تمثل «شينشايسويو» الموجودة في كولومبيا الحالية و«كونتيسويو» في تشيلي الآن و«كولاسيو» في دولة بوليفيا و«انتيسويو» في الأرجنتين الحالية وتلك المدن التي ما زالت موجودة تبين الحجم الشاسع لأراضي إمبراطورية الإنكا.

## المؤامرة الاستعمارية
كان هناك ثمانية ملوك، بدءا من مؤسس Asiturien «مانكو Kobhak» وحتى «إن» Erakoa، تواصل حكم العائلة المالكة ما يصل إلى أربعة عشر جيلا. عندما وصل الغزاة الأوروبيون إلى المنطقة في عهد الملك «Bachakotk»، في عام 1471 دخل جيل كامل من الملوك في صراع مرير لوقت طويل، وملوك Mwbaderh الأنكا اغتيل في وقت واحد، حتى وصول الإمدادات من أوروبا حتى استطاع الكابتن الإسباني «مارتن غارسيا» الزواج من «توباك أماريلو» ومن ثم اعتقال الإمبراطور الأنكي والتخلص منه حتى أنه أدان عاصمة الإمبراطورية كوزكو في 1572 وبدأ نهب تاريخ عصر الحضارة القديمة في حوالي 1200 قبل الميلاد. استولوا على المدينة الأسبانية «كوزكو».

## اللغة المستخدمة لدى شعوب الانكا
اللغة الرسمية للدولة سميت رونا سيمي وهي لم تكتب فهي لغة منطوقة، بل تّم توارثها شفاهة، ومن بعض قوانينهم الخاصة اعتمد الانكا قانوناً حياتياً يقول: بأنك تعاقب لو كنت «لصا أو كاذبا أو كسلان، » وقد سرى هذا القانون بقوة على العوام من الناس.

## بعض أساطيرهم الخاصة عن بناء معابدهم
عُرف الأنكا بهندسة مقاييس دقيقة تجلت في وجود نحاتين قلما عرفت الحضارات القديمة مثلهم لأنهم ببساطة لم يُتح لهم الأخذ من أي من الحضارات في منطقتهم مما أوجد الأساطير والخرافات عن كيفية نقل ونحت الصخور بتلك الدقة وكأنهم استعانوا بسكان كواكب أخرى، بنوا معابد الشمس «الواكاس»، وبناء الجسور المعلقة «الشاكا» بين ممرات الجبال الشاهقة ومجاري الأنهار الجبلية الهادرة مستخدمين حبالاً منسوجة مدعمة بمعادن على سقالات خشبية ضخمة، بحيث يسحب الشخص حبلاً معيناً يأخذه من قمة لقمة، فيما يشبه البكرات، وعمم هذا النظام مهندسون مدربون على طول شبكة الطرق في الامبراطورية، دعمت تلك الجسور نظام البريد المعروف باسم «شاسكي» الذي استخدم فيه الشباب الأقوياء الذين يمتطون حيوان «اللاما» ذا الشبه الذي يجمع ما بين النعامة، والحصان لنقل رسالة شفهية، مادية أو بنكنوت وضرائب ملكية تعرف (بكوبيكو)، ولمسافة تتعدى 250 ميلاً في اليوم بين مطارق جبلية غاية في التعرج، مما يدل على بأس هنود الانكا، فقد نجح الانكا إلى حد كبير في الربط ما بين الصخور المنحوتة بدون مواد رابطة.

## صور الحضارة والحكم
كلمة «أنكا» تعني الملك أو الابن الوحيد للهو الأحد واحدة من الميزات التي تزوج أخته الشقيقة للحفاظ على الدم الملكي ويسمى «الملكة كويا» واحفاد اثنين من عبادة إله الشمس وفقا لخطأ ويقال أن نسل الامبراطورية كان الأطفال 400 من هذا الهجين والملك فقط الحق في منح زوجة النبيل إضافية من النخبة.. هذا ولا تزال تنفذ عادة حتى الآن بين الغابات الغنية في الأدغال في» الإقطاعية بيرو«و«» الإكوادور و«» بوليفيا وبعض بلدان أمريكا اللاتينية. الأهرامات بنيت حضارة الانكا شخصه يعرف اجتماعيا كما هو الحاكم المطلق لفئة يأتي بعد النبلاء «» Alaurijones أو الذين لديهم آذان كبيرة تعلق على المجوهرات الثقيلة ومن ثم «Alrona» أو موظفي الخدمة العامة للشعب والمنازل أو «» Alyankonaz ثم العبيد أو «Almitmeyz» واحدة من مظاهر ملوك الأنكا من يريد أن يدخل على الملك أن تحمل وزنا كبيرا على ظهره والزحف إلى عينيه ورفعت من الأرض عند الحديث مع الملك الذي عادة ما يحيط بها عدد من زوجاته من أجل مسح فم واحد عندما يتعلق الأمر سحر، والتي قد تمنعه لإشراك القاعدة الشعبية الملك! ويحمل الملك هودج من الذهب والملابس ارتداء أجود أنواع الصوف وعادة لا تلمس قدميه في الأرض ويحمل صولجان الملك الذهبي ثلاثة صقور ويرتدي قناعا ذهبيا يشبه الحبل «أحد يسمى» Mascaibacha شنقا من خيوط ذهبية ودعا «في» Olayto وارتداء قبعة وريش النعام Hgayn الذهب وغطاء من الجلد والصوف من النادر Alvicua كرة القدم الخاصرة Almrassa والأحجار الكريمة وحتى الفرنسية بإنشائه. الأرض على طول منحدرات جبال الأنديز، وجدوا طبقات المهرة الباردة في غزل الصوف والنسيج والملابس لتجنب الشر Yoshhaa الباردة، غنية بالذهب والأحجار الكريمة التي تكثر في المملكة نتاج طبيعي للبراكين، هو مثل هناك في شكل عند مصبات الأنهار دون Paljahez الدول والتعدين، وجعلها مطمعا للغزاة الأسبانية من بعدهم في التاريخ الحديث البرتغالية، والمعروفة باسم التحنيط من الأنكا وحضارات مصر القديمة وبلاد النوبة السودانية وبنوا الأهرامات في المكسيك هي الآن في مكان لحفظ المومياوات من الملوك «Malikii» وجميع ممتلكاتهم، والتي يزعمون أنها سوف تستخدم في الحياة الآخرة. اللغة الرسمية للدولة تسمى «رونا سيمي سيمي رونا» غير مكتوب حتى الآن، ولكن لم تنتقل شفويا وهي لغة للغة الكيتشوا. اعتمد الانكا قانونا يعاقب الحياة إذا كنت تقول انك «لص أو كذاب أو» كسول والقانون دخل حيز النفاذ في الناس على مستوى القاعدة.
تعكس المعايير الهندسية المعروفة الأنكا في دقائق، والنحاتين غير معروفة من الحضارات القديمة مثلهم لأنهم ببساطة لم يكن لديها إدخال أي من الحضارات في المنطقة، وخلق الأساطير والخرافات عن كيفية تلك الصخور والمنحوتات كما لو كانوا سكان الكواكب الأخرى من الدقيق، وبناء معبد الشمس «Alwakas»، وبناء الجسور المعلقة «شاكا ممرات» بين الجبال العالية والأنهار الهادرة الجبال باستخدام الحبال المنسوجة المعادن، معتمدة على سقالات خشبية ضخمة لسحب شخص معين يأخذ من حبل ويتم تدريب أعلى قمة، والبكرات ومماثل لنظام المهندسين لطول شبكة الطرق في الامبراطورية، دعمت نظام البريد جسر، والمعروفة باسم «Chasski»، الذي كان يستخدم من قبل الشباب الذين ركوب قوية الحيوان، واللاما، والذي يجمع بين أوجه التشابه بين النعامة والحصان لنقل رسالة شفهية، المادة، أو مع العملات الأجنبية والضرائب العقارية، والمعروفة باسم «Kobeko» وما وراءها على مسافة 250 ميلا في اليوم بين وقراهم المطارق في تعرج الجبلية جدا مما يدل على حسن الهندي الانكا، فقد نجح الانكا إلى حد كبير في العلاقة بين الصخور المنحوتة مع دول الكومنولث من المواد، وعبارة من المنازل التي بنيت في فئة كبيرة من الصخور الموجودة في فاجأ حضن جبل يطل على وادي لأغراض الزراعة، بما في ذلك غرف النوم والاستراحة مخازن الأغذية، كما هو مطلوب، سواء من التهوية وضوء المهارات التقنية Bonaml علماء الآثار أوتوا العلم من الأدوار حتى لطيف سبحانه وتعالى، ويعزى ذلك إلى حقيقة أن طبيعة حزام بركاني يعرف باسم شهر من الزلازل في العالم، مما يجعلها Ihtaton عدم اللجوء إلى استخدام الطين، ولكن تعتمد جمعية لحفر على قطعة من صخرة واحدة من سكان الإسكان على نطاق واسع، مما يجعلها ملائمة لمدنهم والقرى، ومدرسة للمهندسين معماريين الحديثة وحتى الآن. الله وهبها لها الفن من الفخاخ الإنكا الزراعية قبل كل الحضارات الأخرى في الأراضي البركانية الخصبة التي لم تكن لتصمد أمام الأمطار الغزيرة إلى الجبال، ولكن المطر إنشاء نظام متطور من مياه الري ليأتي في مثل السد وبعد ذلك يقول الأرض ببطء من دون أن يطلق أو خسارة تذكر
كانت حضارة الإنكا أو الكيتشوا آخر الحضارات العظمى في الفترة قبل الكولومبية والتي تمكنت من الحفاظ على دولتها المستقلة «إمبراطورية الإنكا» خلال غزو أمريكا وحتى الغزو الإسباني للبيرو (1532-1533). وامتصت هذه الإمبراطورية خلال توسعها العديد من التجارب الثقافية الجديدة من البلدان التي ضمتها والتي تقع في المناطق الحالية للبيرو، الأرجنتين، بوليفيا، تشيلي، كولومبيا والإكوادور.
وابتداءً من المدينة المقدسة قوسقو، وحّد شعب الكيتشوا بلداً تمكن من توليف المعارف الفنية والعلمية والتقنية التابعة لأسلافهم. واستنادا إلى مفهوم توسع الدولة، جمعت إمبراطورية الإنكا أو (التاوتينسو) تلك المعارف وقامت بتعظيمها. حاليا، ما زالت بعض عادات وتقاليد هذه الحضارة الضائعة سائدة في كل من بوليفيا، الإكوادور والبيرو.
وعلى الرغم من أن الغزو الإسباني للإنكا بقيادة فرانثيسكو بيثارو بين عاميّ 1530 و1540 وضع نهاية للإمبراطورية إلا أن بؤراُ للمقاومة تمكنت من البقاء حتى عام 1572 تحت مسمى مناطق الإنكا بيلكابامبا.
استند اقتصاد حضارة الإنكا على الزراعة، والتي قاموا بتطويرها بواسطة تقنيات متقدمة مثل الرفوف الزراعية المسمّاة بالمنصات من أجل استغلال منحدرات التلال (مدرجات بنيت على سفوح الجبال من أجل الزراعة فيها). وكما ورثوا أيضا أنظمة الريّ من حضارات ما قبل الإنكا. وزرع شعب الإنكا الذرة، اليكا أو اليوكا، البطاطس، الفاصولياء، القطن، التبغ والكاكاو، إلخ. وكانت الأراضي ملكا للجميع حيث تم العمل فيها بصورة جماعية. كما طوروا تربية الحيوانات التابعة لفصيلة الإبليات الجنوب أمريكية (اللاما وألبكة). ومن خلال شبكة الطرق الممتازة للإنكا (كاباك نيان) قاموا بنقل جميع أنواع البضائع بدءاُ من القذائف والأسماك من المحيط الهادئ حتى الملح والمشغولات اليدوية من داخل الدولة.
و تعد المعابد مثل (ساكسايومان وكوريكانشا), والقصور والمواقع الإستراتيجية المعقدة مثل ماتشو بيتشو، اويانتايتامبو وبيساك من أشكال التعبير الفني الأكثر إبهارا لهذه الحضارة.
وفي حين لا يمكننا إطلاق اسم إمبراطورية ملكية اشتراكية عليها بسب الاختلاف الواضح من ناحية اقتصادية وسياسية واجتماعية إلا أن إمبراطورية الإنكا قامت بإنشاء نظام تبادل وتكامل اقتصادي.

### التنظيم السياسي
كان التنظيم السياسي للإنكا أحد الأنظمة الأكثر تطورا في أمريكا في العصر ما قبل الكولومبي. حيث كان النظام ملكيا دينيا مطلقا. واعتمدت الإمبراطورية اسم «تاهوانتينسويو» والذي يعني الأربع بلدات أو الأربع مناطق المتفقة مع الأربع نقاط رئيسية.

#### الهرمية الإمبراطورية
الإنكا سابا أو الإنكا، هو الحاكم الأعظم أو الملك. يجمع في شخصيته السلطة السياسية والدينية، مما جعل رعاياه ينحنون صاغرين لأوامره. وكانت الماسكابيشا رمزا لقوته، والتي هي نوع من الأربطة الصوفية الحمراء التي تُعلق على الرأس.
مارس سلطاته من قصره الخاص الذي جعل الجميع يشارك ببنائه في قوسقو والذي كان يستقبل فيه العامة ويحكم بينهم بالعدل، لكنه كان يسافر أيضا إلى جميع مناطق إمبراطوريته عن طريق عربة مرفوعة على أكتاف الحمالين حتى يلبي حاجات شعبه شخصياً.
ويتبع الملك (الإنكا) المراتب التالية:
- الأوكي أو ولي العهد، يشارك في إدارة البلاد خلال حكم والده حتى يصبح مضطلع بالمهام الامبراطورية.
- تاهوانتنسويو كاماتشيك أو مجلس مستشاري الإمبراطور أو كما يسميه بعض المؤلفين (سيويوك أبو)، يتألف من أربعة أعضاء أو (أبوس) والذي تقع على عاتق كل منهم إدارة اقليمه.
- الأبونتشيك أو المحافظون، ذوو صلاحيات سياسية وعسكرية يتلخص عملهم في المحافظة على النظام في الأقاليم.
- التيكوي ريكوك «من يراه الجميع» أو مشرف الإمبراطور، يدير عمل مسؤولي الأقاليم وفي وقت الضرورة يمارس السلطات الحكومية. وكان يحمل خيطا من الماسكابيشا واضحا للجميع كرمز للسلطة الممنوحة له من قبل الإمبراطور الإنكا.
- الكوراكا أو زعيم الأيلو (الجماعة)، يعادل زعيم القبيلة حيث أنه الأكبر عمرا والأكثر حكمة من بين شعبه، ولو أن شعب الإنكا كان في بعض الأحيان يفرض زعماؤه الكوراكا على المتمردين عليهم. من مهامه مراقبة النظام، وتحقيق العدالة، وجمع مال الجزية للإنكا.

#### القاعدة العشرية للإدارة
لتحقيق أفضل إدارة ممكنة للإمبراطورية كان من الضروري التأكد من أن جميع الأفراد يقومون بالأعمال الموكلة إليهم على أكمل وجه، ولهذه الغاية أنشأ شعب الإنكا تنظيم عشري يتألف من مدرسة للمسؤولين، كل منهم مسؤول عن عشرة أفراد ممن يعملون مباشرة تحت إدارتهم.
- البوريك أو رب الأسرة (أساس المجتمع).
- تشونكا- كامايوك، مسؤول عن التشونكا (عشر عائلات)، حيث يوجه عشرة من البوريك ويكون مسؤول عن تعداد السكان الخاضعين لولايته، وتوزيع الأراضي عليهم وإرشادهم لكيفية العمل.
- باتشاكا- كامايوك، مسؤول يعادل ظاهريا الكوراكا، حيث يتزعم باتشاكا واحدة (مئة عائلة). من مهامه؛ الإشراف على الأفراد في إكمالهم لالتزاماتهم ومراجعة القرارات التي سبق وأن اتخذوها فيما يخص ولايته.
- إوارانجا- كامايوك، مسؤول عن إوارانجا واحدة (ألف عائلة)، يشرف على أفراد وحدته خاصة فيما يتعلق بالمحافظة على دقة سجلات التعداد السكاني، والمساواة في توزيع الأراضي لتفادي استغلال سلطته في إلحاق الضرر برفاهية الشعب.
- أونو كامايوك، قائد الأونو (عشرة آلاف عائلة) ذات الانتشار الكبير الكاف لطرح فكرة كونفدرالية القبائل التي اعتُمدت من قبل الإمبراطور الإنكا. ومن مهام قائد الأونو: الإشراف على أفراد مجتمعه، والمحافظة على سجلات التعداد السكاني وإدارة السياسة الزراعية والحرف اليدوية بما يتناسب معها، وكان يخضع لسلطات التكوي ريكوك (مشرف الإمبراطور) والسيويوك أبو (مجلس مستشاري الإمبراطور).

#### شبكة الطرق والنقل
اهتم شعب الإنكا بوجود طرق مواصلات جيدة، ولذلك تخصصوا طوال فترة حكمهم ببناء شبكة واسعة ومعقدة من الطرق وظيفتها دمج وتوحيد الإمبراطورية.
الكابك نيان أو الطريق الرئيسي هو بلا شك المثال الأكثر أهمية لهندسة الإنكا. يبلغ طوله 5200 كم، وكان يستخدم للربط بين شبكة الطرق والبنية التحتية لأكثر من 20000 كم بنيت على مدى ألفي سنة من ثقافات الأنديز التي سبقت الإنكا. وعلى الرغم من وجود عقبات كالصحارى الحارة والجبال وقمم شديدة الانحدار والتيارات والأنهار، إلا أن مجموعة الطرق هذه كانت صالحة للاستخدام وربطت مراكز إنتاجية وإدارية واحتفالية مختلفة، حيث كانت مدينة قوسقو ملتقى كل الطرق كما كان الحال في مدينة روما القديمة.
وينقسم الكابك نيان إلى فرعين طوليين: طريق الساحل وطريق الجبال. حيث ربطوا مجتمعات محلية بعيدة جدا مثل كيتو في الشمال وتوكومان في الجنوب. ولم يشد المؤرخون الإسبان بامتداد هذه الطرق فحسب بل أيضا بتصميمها وعرضها وجودتها وبالأخص بالجهد المبذول لإنشائها في بيئات برية مثل جبال الأنديز والصحاري الساحلية، لدرجة أنهم قارنوها بشبكة طرق الإمبراطورية الرومانية. ومن الواضح أن شبكة طرق الإنكا قد سهلت الغزو الإسباني.
أدرجت اليونسكو في عام 2014 الكابك نيان كموقع للتراث العالمي.

#### الجسور
بنى شعب الإنكا الجسور الذكية لعبور الأنهار واجتياز السيول والمضائق.
هناك ثلاثة أنواع من الجسور:
- الجسور الحجرية أو الجسور الثابتة التي بنيت وسط الأنهار ذات التدفق المنخفض أو الممرات الضيقة.
- الجسور المعلقة والمصنوعة من الألياف المقاومة لنبات الأغاف والتي تتحمل أوزان الرجال والحيوانات الثقيلة.
- الجسور العائمة، تتكون من سلال كبيرة أو طوافات مثبته بحبال سميكة تمتد من ضفة إلى أخرى، وتكون هذه الحبال موصولة بصخور أو أعمدة. ولعبور النهر، على المسافر اعتلاء الطوافة وسحب الحبل للوصول للضفة الأخرى.

#### المخازن
وكانت هذه المخازن مستودعات للطعام والملابس والأدوات والأسلحة، ووقد بناها الإنكا كمحطات على طول المسارات التي تَنفذ إلى الامبراطورية بهدف تمكين المسؤولين من الراحة واستجماع قوتهم، ولنفس الهدف مع الجيوش في الميادين ومع الإنكا نفسه والوفد المرافق له. ولم يكن بإمكان الرحالة الاستفادة من هذه المخازن، بل وجب عليهم أن يجلبوا طعامهم بأنفسهم من الأراضي التي قدموا منها. ووجدت مخازن في الأماكن الصحراوية، وبالقرب من القرى بنيت هذه المخازن مع تفادي فرض ضرائب على الجيوش والعاملين. أعجب الإسبان بهذا النظام فقلدوه.

#### الرُسُل
لإيصال الأوامر وأحكام الإنكا إلى جميع أنحاء المملكة في أقصر وقت ممكن، كان هناك نظام تدريب بريدي يطلق عليه اسم التشاسكي. كانوا شباباً عدائين متمركزين على الطرق ومحتميين في أكواخ. يقع كل موقف على بعد مسافة آمنة من الآخر تبلغ حوالى 1.5 كم، لأنهم اعتقدوا أن هذه المسافة هي الحد التي يمكن أن يركضها الشباب بخفة دون تعب. وحينما يصل الرسول المكلف بنقل الرسالة إلى وجهته يعلن عن عن وصوله بواسطة البوتوتو، وهو بوق مصنوع من الصدف. في آخر الطريق ينتظره فتى آخر يستمع إلى الرسالة مرتين أو ثلاث مرات حتى يحفظها بالضبط، وبدوره ينطلق لإيصال الرسالة إلى الفتى التالي. لهذا يجب أن تكون الرسالة قصيرة محددة وبسيطة كي لا ينساها الفتيان العدّائون. أيضا نُقلت رسائل أخرى عن طريق الكيبوس، وهي خيوط معقودة، وهو نظام ذاكري يستطيع فك شيفرته فقط من يفهمه. وهكذا فهو سباق تتابع ضخم يمكن من إيصال الأوامر والأخبار والبضائع بأسرع وقت ممكن. وهذا كان يضمن معرفة قوسقو بالأخبار من تشيلي وكيتو خلال 15 يوما أو أقل. وبهذه الطريقة كان يصل للإنكا السمك الطازج إلى قصره من الشاطئ.

### التنظيم العسكري
شكل شعب الإنكا جيشاً قوياً يلبّي احتياجاته التوسعيّة، وتم تقسيمه إلى مجموعات؛ المحاربين المحترفين وجنود معينين خصيصا لأحدى الحملات الحربية. وقد بنى الشعب قوته على عدد الرجال، وعلى لوجستية فعالة، وانضباط حديدي، وروح قتالية عالية، وبناء الحصون العسكرية، وعمليات عسكرية ذات طابع ديني.

#### الحصون
خططت دولة الإنكا لغزو كل الدول المجاورة باعتبارها ملكاً لها. كانت قاعدتها جيش من الموهوبين، وشبكة من الطرق التي سهلت تحركاتهم، وبناء الحصون العظيمة التي كانت وظيفتها الرئيسية ردع الهجمات المحتملة واحتوائها في حال وقوعها.

#### الجنود
كانت الغالبية العظمى من الجنود من الفلاحين (وكان حرس الإمبراطور يكرّسون حياتهم فقط للقتال وجميعهم كانوا من أصل نبيل)، حيث كان يتوجب على كل إقليم في الإمبراطورية أن يساهم بحِصّة من المجندين وذلك وفقاً لعدد السكان.

#### الاستراتيجية
كان جيش الإنكا يهزم أعداءه بسبب تفوقه العدديّ، وكانوا خبراء في القتال الحر ومزوّدين بأسلحة ودفاعات إذ كان من المستحيل ردعهم.

#### التسليح
استخدموا الصولجان بإتقان، وهي مصنوعة من حجر ثقيل مثبّت في عصا، بالإضافة إلى الفأس والرمح والمقلاع وغيرها.

#### الحماية
ارتدى المحاربون أقمشة من القطن المقوّى وخوذات من الخشب أو من القصب محبوكة بخيوط من الصوف، وكانوا يغطون ظهورهم بألواح من الخشب، بالإضافة إلى ارتداء الدروع.

#### التدريب
تلقى الرجال تدريبهم العسكري كجزء من التعليم التقليدي في أوقات النزاع، وتم الإعداد في حصون عسكرية.

### التنظيم الاجتماعي
كان أساس التنظيم الاجتماعي لِتاوانتسويو (كما كان يُطلق الإنكيون على إمبراطوريتهم) يتمركز في الأيلو، وهي كلمة من أصل كيتشوا أو أيمارا (وهي عائلات لغوية نشأت وسط جبال الأنديز) وتعني العديد من الأمور من بينها: المجتمع والسلالة وأنساب القبائل والنسل والقرابة، ويمكن تعريف الأيلو على أنها مجموعة من سلالاتٍ تنحدر من سَلَفٍ مشترك حقيقي أو مزعوم، كانوا يعملون في الأرض بروح التضامن وبشكل جماعي.
كان كل شيء في الإمبراطورية يتم من قِبَل أيلوس (الأقارب والعائلات الذين يعملون في الحقول): كالعمل الجماعي للأراضي (في أراض عامة تماماً كما هي في أراضي الدولة)، والأشغال العامة الكبيرة (مثل الطرق والجسور والمعابد)، والخدمة العسكرية وغيرها من الأعمال.
كان رئيس اللأيلو أو الكوراكا (الرئيس الإداري والعسكري للأيلو) شيخاً قويماً وحكيما، متفقٌ عليه من قِبَل مجموعة من الشيوخ، ولكن في المقابل حين يتوعد الخطر الإمبراطورية كان يمارس القيادة العسكرية من يُدعى بسينشي (الحاكم الثاني لكوثكو والملقب بالحاكم العظيم) وهو محارب محنّك وحكيم اختير من بين الأقوى لدى الأيلو.

#### الطبقات الإجتماعية
تم تنظيم شعب إمبراطورية إنكا على أساس الطبقات الاجتماعية، وكانت تتألف من طبقتين مختلفتين: طبقة النبلاء وطبقة عامة الشعب، وفي كل واحدة من هذه الطبقات الاجتماعية كانت توجد مستويات مختلفة.

##### طبقة النبلاء أو الأشراف
الملكيّة أو البلاط الإمبراطوري، والخاضعة لإمبراطور إنكا (الملك)، وكويا (وهي زوجة الملك الرسمية)، والأمراء الشرعيين أو الأوكيس (لقب كان يُطلق على ولي العهد، الابن الشرعي في الإمبراطورية). وكانت النبالة نوعان:
- النبالة بالوراثة:

أي السلالات التي تنحدر من الإمبراطور والعائلة المالكة، ويرتبطون بالأيلوس الملكيين أو الباناكاس (وهو لقب آخر كان يُطلق على العائلة المالكة)، وكانوا يشغلون أعلى المناصب مثل الوظائف الامبراطورية بالإضافة إلى مناصب الحكام والجنرالات والكهنة العظماء وغيرهم.
- النبالة بالاستحقاق:

لم يكن أعضاؤها ينتمون لعائلة ملكية وإنما أتوا من عامة الشعب، وبسبب خدماتهم الكبيرة المقدّمة للدولة (في الحروب وفي العبادة الدينية وفي الأشغال العامة) كانوا قد بلغوا مثل هذه المرتبة، تماماً كما هو الحال لدى القادة العسكريين والكهنة والأكيّاس أو المختارات (لقب كان يطلق على النساء اللواتي تم اختيارهن من عدة أماكن في الامبراطورية ليقمن بخدمة الإمبراطور).

##### الشعب
- هاتونروناس: شكلوا كتلة كبيرة من الشعب، وكرسوا أعمالهم للزراعة وللأعمال العامة، عاشوا كجماعات يشكلوا جزءاً من الأيلوس، وهم من أسس الإمبراطورية.
- ميتيمايس أو ميتماكوناس: هم هؤلاء السكان الذين أظهروا ولاءهم للإنكا واستوعبوا ثقافة الكيتشوا، تم إرسالهم لاستعمار الأراضي التي تم غزوها. ويوجد جزء من الميتيمايس الذين أرسلوا إلى أماكن مختلفة عن مكان المنشأ كعقوبة للتمرد، وكان هذا هو الحال للأيمارا في السفوح، الذين تم ترحيلهم إلى مناطق مختلفة عن الإمبراطورية مثل مقاطعة ايمارا في أبوريماك.
- ياناكوناس: هم الأشخاص الذين لا ينتمون إلى الآيلو وهم يعملون كعبيد في خدمة الإنكا وكبار الشخصيات.

### الاقتصاد
استند الاقتصاد الإنكي على توقعات وتخطيطات لجميع مراحل العملية الإنتاجية. في التهوانتينسويو حيث لا شيء يكون خارج السيطرة الكاملة والمباشرة للدولة التي تعتمد على الخبرات الثقافية والتكنولوجية التي وضعتها ثقافات ما قبل ما قبل الإنكا فقد سيّرت الزراعة نظام الإنتاج بشكل أساسي ومنحت حلولاً لمشاكل التغذية والملابس والسكن والأمن الاجتماعي لمجتمع في حالة ازدياد مستمر، وتشير التقديرات إلى أن وصول الإسبان زاد من 6 إلى 10 ملايين من عدد السكان.

#### العمل
العمل يعتبر وظيفة اجتماعية لا يمكن أن يعفى منها أي فرد، فهي إلزامية. يعتبر العمل واجبا على جميع سكان الإمبراطورية رجالاً ونساءً، لكنه لم يكن على قدر المساواة بين الجميع، حيث تم تكليف كل فرد وفقاً لقدراته «لا أحد يطالب بأكثر مما يستطيع أن يعطى فالطفل يعمل أقل بكثير من الشاب، وأقل من البالغ، وهو العمر الذي يطلب فيه جهداً أكبر، ويقل المطلب عندما يقل العمر». (لويس إدوارد فالكارثل)
كان العمل جماعياً بمشاركة جميع أعضاء المجتمع الأيلو، كانوا يساعدون بعضهم البعض. ومن نماذج العمل الجماعي الميتا والآيني والمينكا.

#### تربية الحيوانات
كانت الإبل من الموارد الرئيسيّة لـهم، واهتمت دولة الإنكا بتخزين لحوم هذه الحيوانات والوبر المُستخرج منها. ولم تحظَ تربية الحيوانات بالأهميّة التي حظيت بها الزراعة نظراً لندرة الحيوانات في الأنديز، ومع ذلك كانت الوحيدة في أمريكا ما قبل كولومبوس، وأهم الحيوانات المدجنة هي الإبل الجنوب أمريكيّة واللاما والألبكا، والتي استفادوا من لحومها للغذاء ومن وبرها وصوفها لصنع ملابسهم، كما استخدموها كوسيلة نقل للبضائع. لم يستأنسوا الإبل من نوع «فيكونيا» و«غواناكو»، إلّا أنّهم استفادوا من لحوم وصوف هذه الحيوانات، وكانت تُنظّم لها رحلات صيد تُسمّى «تشاكوس». وقاموا بتربية «الخنزير الغيني»، وهو من القوارض التي لا زالت تدخل في العديد من الأطباق الأنديزيّة.
وحيث أنّ تربية الحيوانات مُرتبطة بالزراعة ارتباطاً وثيقاّ، لم يتصور الإنكا إحداهما دون الأخرى، وكما هو الحال مع الزراعة تمّ توزيع تربية الحيوانات بين الشمس والملك والشعب وطبقة النبلاء.

#### صيد الأسماك
كرّس سُكّان سواحل المحيط الهادئ وشواطئ بحيرة تيتيكاكا جهودهم لصيد الأسماك، ومن هذه الأسماك حصلوا على المواد اللازمة لصنع أدوات مثل الأمشاط والإبر والأسمدة للتربة. ولِغايات الصيد استخدموا الخطاطيف والشِباك والسِلال والحراب، وفي السواحل استخدموا منذ أزمنة غابرة «حصان توتورا»، وهو عبارة عن حزمة من القصب مُرتّبة على شكل سيجار حيث يجلس عليها الصيّاد مُستخدِماّ مجاذيف صغيرة لِمُساعدته على الاندفاع. ولرحلات الصيد الطويلة استخدم سُكّان السواحل قوارب خشبيّة يُحرِّكُها شِراع من ألياف القطن، وهذا أعطاهم الجرأة على الإبحار إلى مسافات أكبر داخل البحر. ويُقال إن الملك باتشاكوتيك هو الذي أمر بزراعة «حصان توتورا» على شواطئ بحيرة تيتيكاكا، وقد استُخدمِت قوارب توتورا التقليديّة منذ ذلك الحين.

#### التجارة
سادت تجارة المُقايضة بين الإنكا، وبشكل عام في جميع ثقافات الأنديز، حيث يتبادل الشخص المنتجات الفائضة عن حاجته بمنتجات أُخرى يحتاجها. فعلى سبيل المِثال يتبادل سُكّان الساحل منتجاتهم من الأسماك المُجفّفة والأصداف بمنتجات سُكّان الجبال من الأغذية والصوف. ومع ذلك فقد كان يتم التعامل مع بعض المُنتجات التي يحتاجها الجميع كنقود، ومِثال ذلك الفلفل الحار والملح والذرة والقطن وحبوب الكوكا وريش الطيور والأصداف البحريّة. كذلك هناك ذكر لاستخدام الفؤوس الصغيرة كنقود. وفي هذه الحالات يحصل البائع على أيٍ من هذه المُنتجات مُقابل مبيعاته، وكذلك الشاري يدفع بالمنتجات المُشار إليها.
لم يكن هناك حِرفة «تاجر» بالمعنى الذي نفهمه اليوم، ولكنّنا نعرف بأنّ إدارة الإنكا قرّرت تقسيم السُكّان الناشطين اقتصادياً إلى ثلاث مجموعات: مزارعين، صيّادي أسماك، تُجّار، وذلك عندما علمت الإدارة بوجود اكتظاظ في سُكّان وادي تشينشا إلى درجة عدم القدرة على إطعام جميع السُكّان.

### الفن

#### العمارة
اتخذ شعب الإنكا مدينة قوسقو التي تقع جنوب شرق البيرو عاصمة لإمبراطوريتهم العظيمة، وبقيت فيها آثارهم شاهد حي على التطور والتقدم الذي وصلوا إليه في شتى مجالات الحياة خاصة في العمارة، وبذلك تُعتبر هذه المدينة المركز الذي تُحفظ فيه هذه الآثار إلى الآن.
وأشهر ما بقي من آثار الإنكا؛ الساكساي أوامان المعبد الذي بدأ إنشاؤه في عهد باتشاكوتي الحاكم الأول لإمبراطورية الإنكا في القرن الخامس عشر ميلادي، المثال الحقيقي للإبداع والإتقان، وحتى بقاياها لا تزال محتفظة برونقها ليومنا هذا. أما التسمية بلغة الكيتشوا -لغة الإنكا القديمة- : saqsaywaman فهي كلمة تتكون من شقّين، الأول saqsay أي الإشباع والرضى، والآخر waman أي الصقر. ويُقصد بذلك المكان حيث يشعر الصقر بالشبع والرخاء.
وفي الواقع، فإن هذا المكان الأثري هو بمثابة المعبد والقلعة في آن واحد، حيث ذكرت بعض المصادر التاريخية أنها سُمّيت «بالقلعة الاحتفالية»، إذ كانت خاصة بإقامة المراسم والاحتفالات والطقوس الدينية والمدنية لشعب الإنكا.
وإلى جانب كوزكو، نذكر مدن أخرى من البيرو احتضنت آثار الإنكا مثل مدينة البيساك (بالكيتشوا: pisaqa)، ومدينة أويانتايتامبو (بالكيتشوا: Ullantay Tanpu)، ولا ننسى مدينة ماتشو بيتشو (بالكيتشوا: machu pikchu).
أما مدينة البيساك فتقع في محافظة كالكا، وأما مدينة أويانتايتامبو فتقع في محافظة أوروبامبا، وكلاهما يقع ضمن ما يسمى «الوادي المقدّس» الذي يصب فيه العديد من الأنهار ويضم هو بدوره مواقع أثرية كثيرة لما يمتاز به من تربة خصبة ومناخ مساعد.
وبالنسبة للمدينة الأخيرة ماتشو بيتشو أو كما تُلقب «بالقلعة الضائعة» فهي تقع في محافظة أوروبامبا، وتعني بلغة الإنكا «قمة الجبل القديم». تم اكتشافها عام 1911 من قِبل الأمريكي هيرام بينغهام. ومن الجدير بالذكر أنه تم العثور على هذه المدينة البديعة بالصدفة، حيث كان المستكشف في رحلةٍ للبحث عن آثار شعب الإنكا حين ظهرت له مدينة ماتشو بيتشو المخبأة وسحرَته بروعتها، فهي شامخة بين قمتين جبليتين على ارتفاع ما يُقارب 2400 متر؛ الأولى سُميت (القمة القديمة: Machu Pichu) والأخرى سميت (القمة الحديثة أو الشابة: Hauyna Pichu)، وهي محاطة بالغابات الكثيفة وكأنّ أهلها عَمدوا إلى إخفائها وتكريسها لتكون المزار الذي يقدّمون فيه القرابين، كما ارتأى بعض علماء الآثار، حيث وجدوا أن بقايا العظام والجماجم معظمها للنساء، وكما تقول الأساطير فإن الإنكا كانوا يعتقدون أن النساء هن بنات الشمس؛ لذلك كانوا يقدمونهن كقرابين لنيل رضى الآلهة.
ليس هذا فحسب، وإنما جعلوا في المدينة القصور الفخمة، والأبراج العسكرية، وأبراج المراقبة، والحدائق، كما أنشأوا برك للاستحمام، وقنوات الري، وغيرها من الأمور التي أذهلت العالم أجمع وغيّرت آراءهم حول هذا الشعب العظيم الذي عُدّ لسنوات طويلة شعب بدائي، متأخر فكريا وحضاريا، فظهرت هذه الآثار لتبّرئهم من كل تلك الاتهامات الموجهة نحوهم!
وفي عام 1983 قامت منظمة اليونيسكو بتصنيفها في قائمة التراث العالمي، والآن تُعدّ القلعة الضائعة أحد أهم الوجاهات السياحية العالمية في البيرو.
وأما المعابد التي شُيّدت في هذه الإمبراطورية فهي كثيرة، نذكر أهمها:
- بيت الشمس في بحيرة تيتيكاكا التي كانت ذا صبغة دينية مهمة عندما سكنتها حضارة الإنكا.
- الكوريكانتشا (بلغة الكيتشوا: Kuri kancha) أي معبد الشمس ويقع في مدينة كوزكو.
- معبد النوافذ الثلاثة فهو من أهم الآثار في مدينة ماتشو بيتشو.

أما هذا الأخير، فهو بناء من ثلاثة جدران وسقف من طوب، استخدم في بنائه الحجارة الضخمة ذات الأسطح المضلعة. وقد بدا لعلماء الآثار أن هذا المعبد كان ذا خمس نوافذ ولكن بعد مرور الزمن بقي منها ثلاث.
في المنتصف يوجد دعامة من حجر يرتكز عليها السقف، وفي الجانب الغربي من المعبد يوجد حجر منقوش عليه رموز تصويرية توضّح بعض معتقدات الإنكا الدينية، حيث تمثل كل نافذة مستوى من مستويات الحياة؛ الأول (Hanan pacha) ويمثل السماء والحياة الروحية، الثاني (Kay-pacha) ويمثل الحياة التي كانوا يعيشونها على الأرض، أما الثالث (Ukju- pacha) فقد كان يمثل الحياة السفلية.
ورغم هذا الاهتمام الكبير الذي أولاه شعب الإنكا بإنشاء المعابد وإقامة الطقوس الدينية، إلا أنهم بالواقع أتقنوا شتى أشكال البناء، كالقصور مثلا، فكان أشهرها: «النيوستاس» وتعني الاميرة ذات الدماء الملكية، أي أنها تختص بالطبقة النبيلة الحاكمة.
وُجِد القصر النيوستاس في مدينو ماتشو بيتشو، حيث عُدّت هذه المدينة الملاذ القصيّ لشعب الإنكا، وعلى خلاف اعتقاد العلماء الذي ذكرناه سابقا بأن المدينة كانت لتقديم النساء كقرابين للآله، فإن بعض النظريات الأثرية الأخرى والدراسات الخاصة بعلوم الإنسان تعتقد أن مدينة ماتشو بيتشو كانت ملجأ خاصا لأميرات الإنكا العذارى حين قَدِم الإسبان وقَدِم معهم الاحتلال.
ومن القصور المشهورة في مدينو كوزكو أيضا: الأماروكانتشا (بلغة الكيتشوا: Amaru kanch) ويعني بيت الثعبان الكبير، وكذلك قصر «الكولكامباتا» الذي يمتاز بشرفته الحجرية الواسعة غير أنه اتخذ هيئة المباني المخصصة لحفظ الموءن والبضائع . ويُقال أنه أُنشيء ليقيم به الملك مانكو كاباك Manqu Qhapaq الحاكم الأول والمؤسس لحضارة الإنكا.
وهناك كذلك التامبو كولورادو (بالكيتشوا: Puka Tamp) وهو خان أقامه شعب الإنكا على الساحل في محافظة بيسكو على الضفة اليمنى من نهر البيسكو Pisqu التي تعني الطير. أما «تامبو كولورادو» نفسها فيقصد بها بلغة الإنكا القديمة (مسكن الراحة الأحمر) حيث اكتسب هذه التسمية من ألوان الطوب المختلفة المستخدمة في بناء جدرانه، بالإضافة إلى أنه يمتاز بأبوابه المقوسة وجدرانه المضلعة وهذا هو أسلوب بناء الإنكا الذي تفردت به، وما زالت الشواهد تدل على ذلك.
وشاهدا معماريا آخر على عراقة هذه الحضارة وتطورها؛ «لا ثينتينيلا» الموقع الأثري الذي كان عاصمة للإنكا في محافظة تشنتشا، كما كان مقرا إداريا نشطا في عهد الإنكا وكذلك ما قبلهم، ويحوي العديد من الآثار كالبيوت، والمعابد، والأهرامات، وآثار الأفنية والشوارع.
أما الأهرامات الرئيسية فعددها 11 هرما واضحةَ المعالم ومبنية من الطوب ومحاطة بالأبنية المختلفة.
لقد تفرّدت إمبراطورية الإنكا بإسلوب البناء الوظيفي، الذي اهتم بدراسة غرض المبنى وغايته، وعليه يُصَمم الشكل كي يناسب الوظيفة. وكان تقدمهم جليا بتخطيط المدن والأقاليم، حيث كان يستند مخطط أي مدينة على نظام الشوارع العريضة التي تنتهي بساحة كبيرة تلتف حولها المباني المهمة والرئيسية للبلدة كالمعابد وغيرها.
أما عن الأدوات والمواد المستخدمة في التشيد، فكانت من الطبيعة وإليها، فرغم اعتماد هذه الحضارة على الحجر اولا وأخيرا إلا أنهم استخدموا كذلك الآجر المعرّض للحرارة، الطوب المصنوع من الطين الذي يُجفف تحت الشمس، وكذلك القش. وكل هذه كانت تقنيات بناء فعالة ومقاومة لعوامل التجوية وإلا لما بقيت قصورهم ومعابدهم ماثلة لليوم نزورها ونُدهشُ لجمالها!
إلى جانب تخطيط المدن وتنظيمها اهتموا بتطوير قنوات الري وإقامة الجسور المعلقة، وتعبيد الشوارع وغيرها، وما زالت هذه الآثار تشغل الباحثين ليومنا هذا!

#### النحت
أنجز شعب الإنكا أعمال كثيرة محكمة الإتقان في فن النحت، كانت هذه الأعمال في الأغلبية مصنوعة من الحجر، لكن أيضا كان شعب الإنكا يصنعونها من المعادن مثل الذهب والفضة، وأيضا كانت المنحوتات تصنع من الخشب. كما وقد مثلوا مجسمات إنسانية، ومجسمات حيوانية (زومورفاس)، ومجسمات للخضراوات (فيتومورفاس) بأحجام متنوعة تبدأ من الأحجام المصغرة حتى تصل إلى تماثيل بحجم حقيقي.
كانت بعض هذه التماثيل محفورة على الصخرة الأم (ماتشو بيتشو) أو كانت تحفر على أحجار كبيرة (سايويتي)؛ أي أنها مرتبطة بالإنشاءات المعمارية الكبيرة، في بعض الحالات يمكن أن تكون تماثيل للتلال، وللسلالم، وللقنوات مع احتمالية وجود رمزية للطقوس الدينية.
تحاكي قطع منحوتة أخرى أشكال لوحات أو نماذج، بحيث أن استخدامها إلى الآن لم يوضح بعد.

#### الخزف
من الممكن التمييز بين نوعين مختلفين من الخزف هما: الخزف النفعيّ والشعائريّ. كان استخدام الخزف النفعيّ استخداما منزليا وبشكل عام كان مصنوعا بطريقة بسيطة وبدائية، بينما كان الخزف الشعائري متقنا ومزينا بشكل أكبر، بالإضافة إلى أنه كان يدفن مع الأموات ويملأ بالمواد الغذائية والمشروبات التي كانت تقدم للأموات في طريقهم إلى العالم الآخر. هذه الأعمال الخزفية هي نفسها تلك النماذج التي يتم حفظها بالمتاحف ولهذا تحفظ بحالة جيدة.
يتميز الخزف الإنكي بأسطحه المصقولة وزخارفه التصويرية الجميلة ذات طابع هندسي، وتتميز أيضا باستخدام الألوان مثل: الأصفر والأبيض والأحمر والبرتقالي. كان من المعتاد رسم المعين الهندسي، والخطوط، والدوائر، والحيوانات، والفواكه المنمنمة مثل النباتات والورود.
ومن العينات النموذجية للخزف الإنكيّ هما: الأريبالو (جرّة) والكيرو (الكوب).
السمعة التي حققها الخزف الإنكي جعل في كل من الأماكن المحتلة أن تنسخ أشكاله وتصاميمه. بشكل عام تم إنتاج خليط بين الأنماط المحلية مع النمط الإنكيّ، ويمكن العثور على قطع تشيمو-إنكا، تشانكي، إلخ. عندما وصل الإسبانيون كان الفخار الإنكي قد فقد وظيفته الساحرة والشعائرية وعاد للوظيفة النفعية.

#### الرسم
تجلت الرسوم عند الإنكا كتعبير جمالي على الجِداريّات والعباءات، ويُشير «دوتشيو بونافيا» إلى الاختلاف بين الجدران المطليّة بلون واحد أو أكثر وبين الجداريّات ذات التصاميم والزخارف التي تُمثِّل مشاهد مُختلفة. وقد كانت الجداريّات تُرسم على جدران مقصورة بالطين باستخدام طِلاء «تيمبارا»، وهذه تِقنيّة مُختلفة عن تلك المُستعملة في اللوحات الفنيّة. وفي حقبة «الأُفق المُبكِّر» كانت اللوحات تُرسم على الجدران المقصورة، بينما في الحقبة الوسيطة المُبكِّرة كانت الجدران تُطلى باللون الأبيض ثُمّ تُضع عليها الرسوم المرغوبة. ومن الوسائط الأخرى المُستعملة خلال هذه الحقبة حفر زخارف في الطين الرطِب ثُمّ ملء الحُفر بالطِلاء. وفي حقبة «موتشي» كانت تُستخدم رسومات جِداريّة ذات أهميّة مصنوعة من الطين، مثل تلك المُكتشفة في «هواكا دي لا لون» وفي «هواكا ديل بروخو» في تشيكاما.
لم تكن تقنية واستخدام العباءات المرسومة على أقمشة قُطنيّة شائعة في جميع مناطق الساحل ولكنها كانت شائعة في المناطق الشماليّة. ولِغاية الفترة 1570-1577 وُجِد فنّانون متخصِّصون في فن الرسم على العباءات يُمارسون مهنتهم متنقِّلين من مكان إلى آخر. وفي هذا الزمن كان هؤلاء الفنّانين يحصلون على ترخيص من القاضي يُمكِّنهم من استخدام فنِّهم والتنقل بحُرِّية في الأودية دون أن يُعيقهم أحد. وفي المتاحف والمجموعات الخاصّة يُمكن ملاحظة هذه العباءات، والتي قد تُستخدم في تغطية الجدران العارية أو كملابس للسادة المُهمّين.
وشكّلت الخرائط المرسومة لمكانٍ ما أو لمنطقة خط آخر من الفن التصويري. ويَحكي المُؤرخ بِتانزوس أنّ شخصيّات من الإنكا قاموا بعد هزيمة الـ «تشانكاس» على يد الأمير «كوسي يوبانكي» بالمُثول أمامه وتقديم البيعة له عن طريق رسم التغييرات التي كان يُفكِّر الأمير بإدخالها في الـ كوسكو. وهذه القصّة لا تكفي لإثبات ممارسة رسم الخرائط لولا أنّها مدعومة بمرجعية أُخرى تتعلق بمحاكمة جرت في الفترة 1558- 1570 بين المجموعات العرقية «كانتا» و «تشاكيا». وقد أبرز أحد أطراف القضيّة أمام حضرة الملوك رسوم للوادي التابع لملكيته لإثبات دعواه، بينما عرض الطرف الثاني نموذج من الطين يُبيِّن جميع الوادي. ويقول سارمينتو دي جامبوا أنّه لدى قهر أحد الوديان كان يُعمل له نموذج يُعرض على الإنكا والذي بدوره يُعلم المسؤولين عن إحداث التغييرات بجميع رغباته بهذا الخصوص.

#### معادن الإنكا
في مجال التعدين، وضعت الإنكا على رأس الشعوب ما قبل عهد كولومبوس في إتقان التقنيات الموروثة من ثقافات ما قبل الإنكا. ولقد عرفت وعملت بالذهب والفضة والنحاس، وحتى وصلوا لمعرفة سبائك البرونز (النحاس والقصدير) واستخدامها لكنهم لم يعرفوا معدن الحديد.
وبعد اكتشاف المعادن، اتجه الإنكا إلى تنظيم الطرق الزراعية، حيث حصل الإنكا، كما الحضارات الأخرى، على المعادن دون أن يحفروا عميقا في الأرض، وكان معدن الذهب من أهم المعادن التي كانت تصنع به تيجان الملوك في تلك الحقبة.
أما المعادن المصهرة في باطن الأرض اتخذت موقعا في أعالي القمم التي انتشرت فيها على شكل حمم نارية من معدن النحاس. وأغلب استخدام هده المعادن كانت في استخدام صنع الأدوات الزراعية والأسلحة واستخدموها في صنع حجارة الطحن الكبيرة مثل الغرانيت.
وبالتالي كانت المعادن الثمينة (الذهب والفضة) تستخدم لتصنيع الحلي الثمينة كصياغة الذهب. وفي الواقع، الذين يقومون هذه الأعمال الفنية كانت الشعوب التي تعيش في تللك الحقبة، مثل شعب الكيمو، الذين نقلوا إلى كوسكو في ممارسة أعمالهم في الفنون في خدمة حضارة الإنكا.
ومن المعرف أيضا أنه الغزاة الإسبان وجدت كميات ضخمة من المواد الفنية البيولوجية من الذهب والفضة، مثل تلك التي تم توفيرها عند إنقاذ امبراطور الإنكا (Atahualpa) ومناصريه في كوركنشا وهو كان المعبد الأكثر أهمية في إمبراطورية الإنكا، ومع ذلك جميع هذه المعادن تم صهرها وتحوليها إلى سبائك ونقلت إلى إسبانيا كثروة.

#### المنسوجات
كانت المنسوجات على درجة عالية من التطور على الرغم من أنه لم يصل إلى جمال ما قدمته بعض الثقافات مثل ثقافة الناثكا وثقافة البراكاس.
عرف الإنكا الأنوال الرأسية والأفقية التي نسج بها الصوف والقطن. الأنسجة المنمقة المحفوظة للآن مثيرة للإعجاب بسبب ألوانها ودقتها. هذا النسيج الذي يدعى cumbi أو ocumpi، هو نسيج من الصوف، ولإعطائه جانباً ونوعية خاصة كان يتم مزجه مع الذهب والصوف وشعر الخفافيش، أو يغطي بريش ملون، أو يزين بالخرز. وقد زين بأشكال هندسية جميلة وطبيعية، وهو ما يسمى بالتوكابوس (tocapus). وعززت العناصر الزخرفية والألوان صفاء ونعومة النسيج.
صنعوا أقمشة مزينة بالريش الملون الزاهي، والتي تم الاحتفاظ بكثير من عيناتها في خزانة المومياوات الخاصة بهم.
كان مجتمع الإنكا من الفئة المنظمة، أي كانوا من أرقى المجتمعات في الأزياء، فكان الناس العاديون يرتدون ملابس بسيطة ومع ذلك، كان سكان البيرو القديمة أفضل من ارتدى الملابس في أمريكا.

#### الموسيقى والرقص
عرف أهل حضارة الإنكا الألآت الموسيقية المزمارية (الهوائية) فقط . استخدموا المزامير في أصناف مختلفة مثل: مزمار جهاز القدم (بانبيبين), والأبواق المصنوعة من الأصداف البحرية وغيرها. أيضا هناك الآلات الايقاعية مثل التينيا (آلة لقرع الطبول) وهناك الطبول أيضا. كانت الموسيقى لدى أهل حضارة الإنكا تتكون من نوتات (نغمات) موسيقية أساسية، أي أنها كانت خماسية النوتات الموسيقية بدلا من أن تكون سداسية النوتات الموسيقية المستخدمة حاليا .
تتم الأعمال الزراعية بشكل عام على أنغام الموسيقى والغناء لإعطاء الإيقاع. كان يتم إجراء مسابقات وتمارين الرقص من قبل جماهير كبيرة وكانت ذات طابع ديني. كان هناك رقصات طوطم وثني والتي تهدف إلى عبادة الطواطم وأسلافهم والرقصات المهيبة والجليلة مثل تلك الموجودة في الاحتفالات الدينية الكبرى مثل (ال انتير ايمي) ورقصات مخصصة للأموات. ورقصات ذكرى الاحداث التاريخية، ورقصات الحرب والفرح.

### الأدب
وقد شهد المؤرخون من الفتح والاستعمار على وجود أدب حضارة الكيتشوا الإنكا والتي نُقلت شفويا حيث كانت الوسيلة الرئيسة والاساسية لانتقاله هي لغة الكيتشوا أو (رونا سيمي) والتي فرضتها الإنكا كلغة رسمية في جميع أنحاء الامبراطورية وتقسم عادة إلى الادب المهذب (المجامل) الأدب الشعبي .
الأدب المهذب (المجامل)
وقد سمي بهذا الاسم لاستدعائه في محكمة الإنكا، وقد كان الأدب الرسمي في ذلك الوقت وأُوكلت مهمة تنفيذه إلى المعلمين أمناء المكتبات الذين استخدموا نظام الكيبو (وهو نظام تسجيل كان يستخدم في مجمع الانكا). أو يسمي ب معقود الحبال. كانوا يستخدموا ثلاثة أنظمة أدبية رئيسة كانوا قد زرعوها وأوجدوها النوع الملحمي، النوع التعليمي والنوع الدرامي.
- ويمثل النوع الملحمي من القصائد التي تعبر عن علم الكونيات من عالم الأنديز (أساطير الخلق، والفيضانات وغيرها). وكذلك كانوا قد رووا أهل الانكا (أساطير من الاخوة أيار، مانكوا كاباك وماما اكويا وما إلى ذلك).
- وشمل النوع التعليمي على الخرافات والأمثال والقصص ونسخا من التي تم جمعها من قبل العديد من علماء الحديث.
- النوع الدرامي، والذي يمثله غارثيلاسو ذوو الاصول الانكاوية، ذوو الطابع الكوميدي والمأساوي (من الواضح أنه قد وجد في الثقافة الغربية). وكانوا في الواقع يقدمون تمثيلات مسرحية حيث كان هناك خليط من الرقص والغناء والقداس. كان يزعم الدرامي الشهير (انويانتاي) والذي كتب نسخة من التاريخ عن الحقيقة الاستعمارية سيكون له جوهر أو أصول من حضارة الإنكا وسلسلة من الزيادات اللاحقة والتي تم قبولها وتقويمها في المسرح الإسباني.

#### الأدب الشعبي
هو الأدب الذي برز بطريقة عفوية في الريف والمدن، حيث غطى هذا النوع من الأدب القصائد بنطاق واسع، والتي يقصد بها التراكيب الشعرية التي كانت تجمع بين الموسيقى والرقص، والتي كانت تلحن وتغنى في جماهيرغنائية شعبية، بالتناوب بين الرجال والنساء.
كانت هذه التراكيب الشعرية جزءا لا يتجزأ من الحياة اليومية، فكانت تغنى في المأتم، حفلات الزفاف، المعارك، الحروب، وغيرها.
يوجد شكلين رئيسين لهذه التراكيب الشعرية:
- الهاراوي: وهي عبارة عن أغنية ذي مواضيع مختلفة كالحب، التوبة، الفرح وغيرها. حيث يتمتع هذا النوع بطابع حميمي، والمسؤول عنها كان يدعى هاراوك أو هارابيوك، التي كانت قد استمدت في الفترة الاستعمارية من الهايونو واليارابيي.
- الهاييي: وهي عبارة عن نشيد وطني يعبر عن الفرح، والتي كانت تغنى في الاحتفالات الدينية أو احتفالات الانتصارات.

وصلت الكثير من هذه الإبداعات ليومنا هذا متجسدة بأعمال المؤرخين الأولى مثل (الانكا لجارثيلاسو دي لا بيجا) الذي استعاد فيه شعر الكيتشوا. في حين (فيليبه جومان بوما دي آيالا) تروي أسطورة عصور العالم الخمسة .

### العلوم
لم يتطور الإنكا في مجال العلوم كثيرا، ولكن المجلات التي تم تطويرها كانت ذي طابع عملي، لذلك طبقوا معرفتهم في العلوم بشكل أفضل للحصول على منتجات طبيعية.

#### الطب
ارتبط الطب الذي مارسه الانكا ارتباطا وثيقا بالسحر والدين. حيث افترضوا أن جميع الأمراض الناجمة عن انفصال الروح عن الجسد كانت بسبب لعنة، ذعر، أو خطيئة.
بحيث حدد الدكتور هيرميليو باليثان سلسلة من الأمراض التي عرفها الانكا، والعلاجات التي تم تطبيقها لكل من هذه الأمراض.
ومن هذه العلاجات التي أجراها الانكا العمليات الجراحية، كالنقب من أجل إزالة شظايا العظام والأسلحة التي كانت قد طعنت في جمجمة المصاب بسبب حادث معين أو اشتباكات الحروب باستخدام أدوات معينة كالتومي أو سكين معدنية على شكل حرف T .
وللتخدير استخدموا نبتة الكوكا والشيشا بشكل واسع، بالإضافة إلى معرفتهم باستخدام الضمادات لمعالجة الجروح. حيث يضمن (الانكا لجارثيلاسو دي لا بيجا) تأثير نزيف الدم في الكثير من الأمراض، بحيث يجب تطهير الجرح لإبعاد وطرد الطفيليات والكثير من الأمراض.
أما بالنسبة للأدوية فقد استحدثوا عددا محدودا منها، باستخدام الأعشاب الطبية ونباتات الهلوسة خاصة أوراق الكوكا والتباكو (الدخان). وعلاوة على ذلك استخدموا الشحم الحيواني والمعادن (مثل الزئبق), لاستحداث العديد من الأدوية.
والجدير بالذكر أنه إلى الوقت الحالي في الكثير من أنحاء بيرو لا زالوا يؤمنوا بشخصية العراف، ويستخدمون الأعشاب في العلاجات الموروثة من الحقبة قبل أسبانية، وهذا ما يدعى بالطب الشعبي.

#### الرياضيات
عرف بالنظام العشري، وطبقت على احصائات كيبو وتنظيماتها. وعبروا أيضآ عن بعض مفاهيم المساحة، أي أن مساحة الأرض. وفي فن البناء يجب عليهم أيضآ تطبيق المعرفة العلمية مع الأخذ بعين الاعتبار أن بعض المباني جمعت بشكل جيد مثل: ساكسايومان وماتشو بيشو، التي لا شك أنها تتطلب برمجة دقيقة وحسابات مادية والعلم الرياضي.

#### علم الفلك
ويستحق علم الفلك اهتماما خاصا بسبب ارتباطه بالقضاع الزراعي وفروعه ويتم ملاحظتها من جهة معينة، وعن طريق ملاحظة الشمس يتم تحديد الانقلاب الشمسي واعتدالاته. ولهذا الغرض استخدموا الأعمدة الحجرية التي انتشرت في الأجزاء العليا من كوسكو، والمرصد الشمسي يدعى انتهواتانا، تتألف من عامود حجري بني على شكل دائري من هذه المواد التي كانت في بعض الأماكن البارزة مثل باحات المعابد أو المباني الدينية المتعرضة دائما للطاقة الشمسية الخفيفة.
تم تقسيم السنة إلى 12 قمرا كل 30 يوم، بالإضافة إلى العديد من الأيام الاضافية، وكل قمر أو شهر يتوافق مع الأعياد الدينية يرافقه احتفالات محددة وتم تقسيم الجدول الزمني للاحتفالات والمهرجانات بالطريقة نفسها.
- كانون الثاتي : كابيال رايمي
- شباط : باوسار باراي
- آذار : باتشابوسوي
- نيسان : إنكا رايمي
- أيار : اموراي كييا
- حزيران : إنتي رايمي
- تموز : تشاكراكونانوي
- آب : تشاكرايابوي كييا
- أيلول : أوما رايمي كييا
- تشرين الأول : أيامارعاي كييا
- تشرين الثاني : كاباك انتي رايمي
- كانون أول : اوما رايسي كييا

### الجغرافيا
كان هنالك معرفة واسعة للجعرافية واستنادآ إلى ذلك قسمت الامبراطورية إلى أربعة أحياء وعرفت بالطبيعة الفيزيائية للأراضي المسيطر عليها، وكانت على شكل خرائط للإغاثة مصنوعة من الطين ووضع علامات على كافة التضاريس.
و تختلف المناطق الطبيعية وتصنف وفقآ للارتفاع والعلو في الساحل وتدعى يونفاس والجبال تقسم إلى أربعة ارتفاعات : كيتشوا، سوني، بونا وجالكا.
والغابات روباروبا وأوماوما. واستغل الجغرافيين كل هذه المفاهيم لتصنيف أشهر المناطق الطبيعية في بيرو.
الكيبو وأنماط أخرى للتواصل
اعتمد شعب الإنكا ادخالا رقميا مبتكرا بناء على حبال وعُقد والذي يطلق عليه «كيبوس». تشير العقد إلى الأرقام من واحد إلى عشرة، وتشير ألوان الحبل وتفاصيل أخرى إلى نوع البضائع المسجلة، على الرغم من أنه يجب الإشارة إلى أنه هذه الصفة الأخيرة لم تكن قاعدة مشتركة بل كانت تميل إلى التنوع. الشخص الذي كان مسؤولا عن تطوير وتفسير الكيبو كان يطلق عليه الكيبوكامايوك. يعتبر الكيبو إرث ثقافي عتيق حيث تم اكتشاف كيبوس في كارال تعود إلى ما يقارب خمس آلاف سنة من القدم.
هناك شكلان محتملان للاتصالات الايدوغرامية هما: لوس توكابوس ولوس كيكاس:
- لوس توكابوس: هم عبارة عن دوائر متتابعة بحيث أن كل واحد منها لها تصميمها الخاص بطريقة الأشكال الشعارية. كان من المعتاد ظهورهم مرسومين في الأكواب أو ما يسمى «كيبوس» كما وكان من الممكن أن يظهروا في النسيج الإنكي. وقد تم الافتراض بأنهم علامات على تنوع فن الكتابة الصوتية على الرغم من أن هناك آخرون قد اعتبروا بأنهم يعودون للفترة الاستعمارية، ولذلك كانوا فقط عبارة عن تصاميم فنية متأثرة بالثقافة الغربية.
- كيكا: هي كلمة مأخوذة من لغة الكيشوا بحيث تشير إلى التصميم المرسوم. قد ترجمها الإسبان بأنها كتابة، على الرغم من أنه في الحقيقة هي عبارة عن تصاميم مطبعية مصممة على الصخور (نقوش صخرية)، لكنها ليست رمزا صوتية.

### الدين
كان شعب الإنكا يعبدون الشمس المسمى ب (إنتي) مثل القمر والظواهر الطبيعية.
كانت الرؤية الكونية للأنديز ذات طبيعة شركية وأرواحية وطوطمية وثنية، حيث سكان جبال الأنديز يؤمنون بوجود الكثير من المعتقدات مع كل عنصر إثنية. وكان يعتقد بوجود ثلاثة عوالم: العليا (هنان باتشا), الوسطى (كاي باتشا) والسفلى (أوكا باتشا) وإله الخلق فيراكوتشا.
عبادة الكيشوا كانت ترأس من قبل الإنكا حيث يعتبر ابن الشمس وبمساعدة الشخصيات التالية:
- كاهن الإنكا الأعظم يسمى وياك أوما أو ايياك أوما، وكان من بين مهامه: الإشراف على الاحتفالات الدينية والسهر لتطبيق الأمور بشكلها الصحيح ونصح شعب الإنكا، إلخ.
- اكيياس: هن نساء فصلوا عن عائلاتهم ليعملن في خدمة الدين والدولة وتم اعطائهم كجزية لمختلف مناطق تاوانتيسويو. هؤلاء النسوة عشن في اكياواسيس (البيت المختار) الواقعة في مختلف المناطق في بيرو مثل كوزكو وباتشاكاماك.

#### اللاهوت
فيراكوتشا: آلهة عموم الأنديز، أصله يعود إلى ما قبل الإنكا. وكان إلها يعبد من قبل طبقة النبلاء في كوزكو.
الشمس (إنتي): الإله الرسمي في تاهوانتينسويو، والذي أصدره الملك باشاكوتيك.
القمر (ماما كيلا): إلهة السماء والنجوم، والحامية للنساء (كولاس وأكياس) وزوجة للإله الشمس.
باتشاكاماك: الإله الأكثر أهمية في الساحل الأوسط.
يابا: إله البرق.
باتشاماما: الأرض الأم.
الأم كوشا: إلهة البحيرات.
كويور: إلهة النجوم.
آبوس: إلهة الجبال.

#### الاحتفالات
- انتي رايمي (عيد الشمس).
- كاباك رايمي (حفلة دينية من أجل تكريم الشمس).
- كاباك كوشا (أحد الطقوس المهمة في تقويم الأنكا).

## الزواج عند الأنكا
يتزوج الأنكا عادة في سن مبكرة بين 15 إلى 20 سنة، والغريب في الأمر أن الزوج لا يكون له يد في الاختيار، بل الأسرة، أو الزعماء، أو مالكي الأراضي، هم الذين يختارون له زوجته، والمقياس الأساسي في الزواج هو التكاثر العددي حيث يتوالدون بأعداد كبيرة للحاجة إلى أيادٍ تساعد في العمل، والمساعدة في حياة الجبال القاسية، وعادة ما يقدم الذهب، أو الأحجار الكريمة، كهدايا من أسرة الزوج، ويقدم أهل العروس الملابس الصوفية الرائعة الغزل، والحبوب المخزنة.
هل كانت المرأة مهمشة لدى حضارات الانكا ؟
لا فقد كان للمرأة دور أساسي في حياة الأنكا حيث يعتمد عليها في نواحي الحياة يداً بيد مع الرجل في الزراعة، ورعي حيوان «الألباكا» الذي يشبه الخراف، وتربية الأبناء، ولكن ذلك لا يمنع السيادة المطلقة للرجل.

## معتقدات الأنكا
- صفحة رئيسية

وبنى الإنكا في الشعوب الوثنية للإضراب كامل، والحيوانات، والطيور مثل: أسد الجبال أو Alcajawar والبومة، والميزات الطبيعية مثل: الرعد والبرق المعابد لعبادة وحمايتها من الكهنة ويتم تعيين لتكون بمثابة وسطاء بين الجمهور و Iebdonh «إن» Erakoa Zachrvo وتلك المعابد بالذهب والأحجار الكريمة وتوفر لهم ذبيحة الغريبة مثل ذبح فتاة يتيمة لم تبلغ فعل الآباء في بداية موسم الأمطار.. ولكن بعض علماء التاريخ الانتقال إلى تقديس الشمس، ويدعى هذا «Tnithm أنتي» أو ابن الشمس وبنوا الأهرامات المدرجة لهذا الغرض للوصول إلى ضوء الشمس فوق الغابات الكثيفة للأدلة Tmantm الهند النسبي وكانوا متحدين بعد نطاق الإمبراطورية. أنكا واد يسمى ماتشو «بيتشو شامل بيشو» التي يعتبرونها مقدسة وادي نهر، وقطع «Oorobamba» الكتاب المقدس، انهم حريصون على حركة المرور ومياه الغسيل ونهر في الاعتقاد بأن وجود قوات خارق الشخص الذي يمر بها، والغريب أنها استيعاب الحجارة حصاة صغيرة من وادي أو حتى Oashabh وضع تحت اللسان أو الجلد، أو حتى Mkhadahm لهم، والتفكير أنهم أعداء الجهل، وتجلب الحظ أو علاج السحر، وزيادة قوة الجنس، وجهاز المناعة ضد الأمراض. برع الأنكا في طب الأعشاب وبخاصة متطلبات الجمال من الجلد ويفقد من وزنه الصافي ومعالجة أمراض الدم والجهاز الهضمي، حيث اكتشفوا أن التجربة لبعض جذور النباتات في غابات جبال الأنديز، ودور في ذلك.

## الموت
عند ستكون، وكيف وكيف Thanith بالعودة مؤقتا إلى الحياة بعد الموت، هم واثقون من أنهم ضمن الخرافات السائدة أن الناس لا تنفق إلا بعد ثلاثة أيام من القتلى ومن ثم العودة إلى الحياة في صورة شخص آخر.

## حضارة الإنكا وعلاقتها بالحضارات الأخرى
أعجب لشعب مملكة الإنكا والهنود الحمر والسكان الأصليين في أمريكا اللاتينية والباحثين في الحضارات القديمة لأنها لم تتخذ أي من الحضارات القريبة ونشأوا في واحدة من قمم سقف العالم بالإضافة إلى إنشاء أهرامات ضخمة من الحجر ودقيقة للغاية، والهندسة، وجلبت الأحجار الضخمة من الجبال إلى غابات منتصف الطرق البعيدة حول الحجج التي أثارها بعض، وحتى الخيال أكثر من اللازم في التدخل من جانب الأجانب عاش معهم، والأغنياء ثقافة الإنكا إلى الدوران العام من الأحجار الكريمة والمعادن الثمينة المستخدمة في طريقة بيع وشراء المقايضة بالإضافة إلى توافر الثروة الزراعية المعقولة التي جعلت من كل مرغوب من قبل المستعمرين الأسبانية والبرتغالية، والذين سرقوا هذه هي الثروات الحضارة تم رهيب في أشكاله المختلفة، وحتى يومنا هذا يحاول استحلاب ثروات الدول والحضارات في مختلف أنحاء العالم بطرق مختلفة. ويبقى لنا أن نعرف أن كانت الآثار التي تعكس أصل الأنكا تضررت بشدة من جراء الزلازل عدة ضربت المنطقة في الداخل وعلى السواحل وDthert أهم هذه الآثار في مياه إحساس قلبي

## مجتمع الإنكا
هناك بعض الجدال حول عدد السكان الذين سكنوا تاوانتيسويو في عصور قمتها، بتقديرات تتراوح من 4 ملايين نسمة إلى أكثر من 37 مليون نسمة. وإن السبب في هذا الاختلاف في عدد السكان إلى أنه بالرغم من أن يسجلوا بطريقة ممتازة أعداد السكان باستخدام الكويبو٬ إلا أن معرفة قراءة هذه الأجهزة قد ضاعت٬ أو دمرها الأسبان في مسار فتحهم لتلك البلاد.

## اللغة
اللغات الرئيسية: لغات كتشوا
قد افتقرت الإنكا إلى اللغة المكتوبة٬ في حين أن الصيغة الرئيسية للتواصل والتسجيل في الإمبراطورية جاءت من خلال الكويبو والكتابة على الخذف بالإضافة إلى لغة الكتشوا (اللغة التي فرضت على سكان الإمبراطورية).
وفرة الحضارات في منطقة الأنديز قد شجعت على الانقسام العام٬ والذي احتاجت إليه شعوب الإنكا للقمع في سبيل فرض السيطرة على كامل الإمبراطورية.